# Виноградов, Андрей Дмитриевич
Андрей Дмитриевич Виноградов (8 августа 1942, Самарканд — 16 марта 2021, Москва) — советский и российский биохимик, специалист в области биохимии митохондрий, биоэнергетики и энзимологии. Заслуженный профессор МГУ, лауреат Государственной премии СССР.

## Биография
Окончил биолого-почвенный факультет Московского государственного университета имени М. В. Ломоносова (1964). Защитил кандидатскую диссертацию на тему «Обратный перенос электронов в дыхательной цепи». В 70-х годах прошёл стажировку в ведущих лабораториях США под руководством основателей мембранной биоэнергетики и энзимологии: профессора Бриттона Чанса (Пенсильванский университет), профессора Эфраима Ракера (Корнельский университет) и профессора Томаса Сингера (Госпиталь Ветеранов, Сан-Франциско). В 1980 г. работал в Нью-Йоркском государственном университете в качестве приглашённого профессора. В 1982 году защитил докторскую диссертацию на тему «Сукцинатдегидрогеназа: структура и функции». Профессор (1985). В 1991 г. Андрей Дмитриевич Виноградов сменил на посту заведующего кафедрой биохимии биологического факультета МГУ основателя кафедры — академика С. Е. Северина и занимал эту должность в течение 10 лет.

## Научная деятельность и достижения
К области научных интересов Андрея Дмитриевича Виноградова относятся энзимология биоэнергетических систем, механизмы функционирования ферментов-преобразователей энергии в митохондриях, физиология ферментов генераторов активных форм кислорода митохондриями.
На протяжении многих лет Андрей Дмитриевич Виноградов руководил небольшой, но очень продуктивно работающей научной группой, занимающейся изучением ферментов дыхательной цепи митохондрий. Приоритетные результаты опубликованных группой работ:
1. Обнаружение кооперативности кинетики транспорта Са2+ митохондриями (1972);
2. Установление кинетических и термодинамических параметров связывания активным центром сукцинатдегидрогеназы лигандов-дикарбоксилатов (1979);
3. Открытие 2+-индуцируемой неспецифической проницаемости митохондриальной мембраны (1972);
4. Открытие каталитической активности железо-серного центра S-3 комплекса II дыхательной цепи (1975);
5. Обнаружение и получение в гомогенном состоянии нового фермента — оксалоацетат-таутомеразы матрикса митохондрий (1988);
6. Открытие специфического центра прочного связывания ADP митохондриальной протонтранслоцирующей Fo∙F1-АТРсинтазой (1980);
7. Обнаружение гистерезисного поведения комплекса I дыхательной цепи (1990);
8. Установление стехиометрии векторного переноса протонов энергопреобразующим комплексом I дыхательной цепи (1999);
9. Введение в практику исследований новых искусственных акцепторов электронов для измерения активности компонентов дыхательной цепи (1977; 1983 гг.);
10. Обнаружение свободно-радикальной формы убихинона в качестве интермедиата катализа NADH:убихинон-редуктазной реакции (1989);
11. Обнаружение аммоний-зависимой продукции активных форм кислорода митохондриями и идентификация дигидролипоамиддегидрогеназы — фермента, катализирующего этот процесс (2010).

Член редколлегии журналов Биохимия / Biochemistry (Moscow) (с 1990 г.), Acta Biochimica Polonica (с 2005 г.), Biochimica et biophysica acta. Bioenergetics (с 2015 г.).

## Награды
- Кавалер ордена Заслуг перед Республикой Польша (26 апреля 2012 года, Польша)[7].
- Лауреат Государственной премии СССР (1984). Государственную премию получил в составе авторского коллектива за цикл работ «Химические основы биологического катализа» (1964—1982).
- Заслуженный профессор Московского университета (2012).